# Governació d'Azov

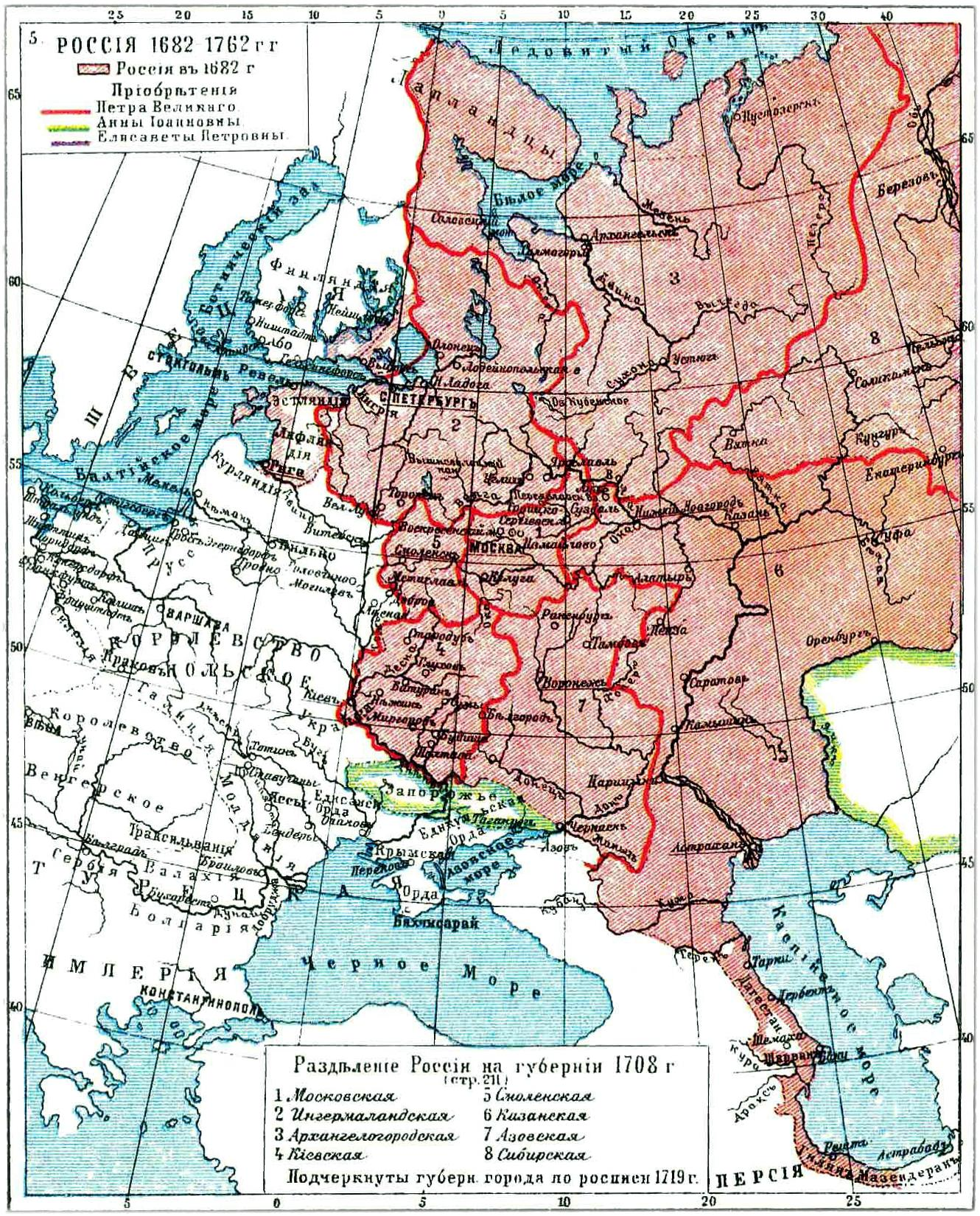
És la més meridional en el mapa (n.º 7)

La governació d'Azov (en rus Азо́вская губерния) fou el nom que van rebre dues divisions administratives de l'Imperi Rus durant el segle xviii.

## Primera governació d'Azov
La primera governació d'Azov era una de les 8 de les primeres governacions, creades pel Pere I el 29 de desembre de 1708. La capital de la governació va ser la ciutat d'Azov, però des del 1711 i fins al 1715 la capital real era la ciutat de Tambov, i més tard la ciutat de Vorónej.
En 1725 fou renombrada com a Governació de Vorónej.

## Segona governació d'Azov
En 1775 a partir de la província de Bakhmut de la Governació de Nova Rússia i de les terres, que van ser cedides a Rússia segons el tractat de Küčük Kaynardja, es va crear la nova governació d'Azov, que incloïa, a més, les terres dels cosacs del Don (en les quals es va establir el dret militar civil).
La capital de la governació es va establir a la ciutat de Iekaterinoslav, fundada en 1776. Entre el 1775 i el 1778, quan Iekaterinoslav encara no estava acabat de construir, l'administració governamental estava ubicada a la fortalesa de Bilev (avui dia Krasnohrad, Província de Khàrkiv, Ucraïna).